# Friedéline
La friedéline est un composé organique bio-actif de la famille des triterpénoïdes.
Elle est isolée de :
- Abroma augusta[4]
- Azima tetracantha
- Cladonia stellaris[5]
- Drypetes chevalieri[6]
- Eleutherococcus senticosus[7]
- Frullania tamarisci
- Guazuma ulmifolia[8]
- Humiria balsamifera[9]
- Inula helenium[10]
- Mammea americana[11]
- Maytenus illicifolia[12]
- Orostachys japonica[13]
- Pteleopsis hylodendron[14]
- Quercus salicina[15]
- Quercus suber[16].
- Testulea gabonensis[17]